# Herissantia trichoda
Herissantia trichoda là một loài thực vật có hoa trong họ Cẩm quỳ. Loài này được (A.Rich.) Fryxell mô tả khoa học đầu tiên năm 1979.